# Licencja balonowa
BPL (ang. Balloon Pilot License) czyli licencja balonowa, to oficjalny dokument, który uprawnia do pilotowania balonów na gorące powietrze. Przepisy, jak i wymagania dotyczące uzyskania licencji mogą różnić się w zależności od kraju. Balony pasażerskie na ogrzane powietrze uznawane są za statki powietrzne i podlegają przepisom ruchu powietrznego. Aby samodzielnie sterować balonem trzeba mieć odpowiednie uprawnienia. Takimi uprawnieniami jest licencja BPL dająca prawo do turystycznego sterowania balonem o pojemności do 3400m3.

## Historia
Pierwszy lot balonem na gorące powietrze odbył się w 1783 roku w Paryżu, a jego twórcami byli bracia Joseph-Michel i Jacques-Étienne Montgolfier. Wraz z popularyzacją tej formy podróżowania pojawiła się potrzeba regulacji i standardów bezpieczeństwa. W XIX i XX wieku różne kraje wprowadziły przepisy dotyczące lotnictwa, w tym licencjonowania pilotów balonów. 
W Polsce historia baloniarstwa jest bogata i ciekawa, ale dotyczy głównie rozwoju baloniarstwa sportowego oraz komercyjnego. Co do licencjonowania pilotów balonów, w Polsce podlega to pod regulacje Urzędu Lotnictwa Cywilnego (ULC) oraz europejskie przepisy EASA. W 1984 roku powstał pierwszy Harcerski Klub Balonowy (HKB), w którym wyszkoliło się wielu polskich baloniarzy.

### Krótka historia baloniarstwa w Polsce:
1. XIX wiek: w Polsce pierwsze próby lotów balonem miały miejsce już w XIX wieku, ale były one rzadkością i miały charakter pokazowy.
2. XX wiek: w okresie międzywojennym baloniarstwo w Polsce zaczęło nabierać popularności, zwłaszcza wśród wojskowych. Polska brała udział w międzynarodowych zawodach balonowych, zdobywając laury.
3. Po II wojnie światowej: po wojnie baloniarstwo w Polsce zaczęło się rozwijać jako sport. W latach 70. i 80. XX wieku Polska stała się jednym z czołowych krajów w baloniarstwie sportowym.

## Warunki uzyskania licencji BPL

### Licencjonowanie pilotów balonów w Polsce:
1. Pierwsze regulacje: regulacje dotyczące licencjonowania pilotów balonów pojawiały się wraz z rozwojem baloniarstwa sportowego w Polsce. Początkowo licencje wydawane były przez Polski Związek Balonowy, a później, w miarę unifikacji przepisów lotniczych w Europie, przejęło to zadanie Urząd Lotnictwa Cywilnego.
2. Regulacje EASA: współczesne regulacje dotyczące licencji na pilota balonu są zgodne z europejskimi przepisami EASA. Kandydaci na pilotów muszą ukończyć odpowiednie szkolenie teoretyczne i praktyczne, a następnie zdać egzaminy. Po uzyskaniu licencji, piloci muszą regularnie uczestniczyć w kursach doszkalających.
3. Warunki uzyskania licencji: podobnie jak w innych krajach europejskich, kandydaci muszą spełnić pewne wymagania dotyczące wieku, stanu zdrowia, ukończenia szkolenia i zaliczenia egzaminu. Poniższe wymagania są zgodne z europejskimi standardami określonymi przez Europejską Agencję Bezpieczeństwa Lotniczego (EASA). Osoby zainteresowane uzyskaniem licencji na pilota balona w Polsce powinny bezpośrednio skontaktować się z Urzędem Lotnictwa Cywilnego.

- Minimalny wiek: kandydat na pilota balonu musi mieć ukończone co najmniej 16 lat[5].

- Stan zdrowia: kandydat musi posiadać aktualne orzeczenie lekarskie klasy 2. Badania są przeprowadzane przez lekarzy lotniczych i obejmują ocenę ogólnego stanu zdrowia, wzroku, słuchu oraz innych aspektów ważnych dla bezpieczeństwa lotów.
- Szkolenie teoretyczne: przyszły pilot musi ukończyć kurs teoretyczny obejmujący takie dziedziny jak: aerodynamika, meteorologia, nawigacja, przepisy lotnicze, komunikacja radiowa i inne ważne dla pilota balonu zagadnienia.
- Szkolenie praktyczne: kandydat musi odbyć przynajmniej 16 godzin lotu na balonie pod nadzorem wykwalifikowanego instruktora. Wymagane jest także wykonanie minimum 6 startów i lądowań oraz jednego lotu trwającego co najmniej jedną godzinę.
- Egzamin: po zakończeniu szkolenia kandydat przystępuje do egzaminu teoretycznego oraz praktycznego. Egzamin praktyczny polega na pilotażu balonu pod nadzorem egzaminatora, a jego celem jest ocena umiejętności i wiedzy kandydata.
- Doświadczenie: przed ubieganiem się o licencję pilota balonu kandydat musi odbyć co najmniej 16 godzin lotu na balonie oraz wykonać co najmniej 6 samodzielnych startów i lądowań.